# Будучност (Банатський Двор)
Футбольний клуб «Будучност» Банатський Двор (алб. Фудбалски клуб «Будућност» Банатски Двор) — сербський футбольний клуб з Банатського Двору, заснований у 1938 році. Виступає в Општинській лізі. Домашні матчі приймає на стадіоні «Мірко Вучуревича», місткістю 4 000 глядачів.

## Досягнення
- Перша ліга Сербії
  - Переможець (1): 2004–05
- Кубок Сербії і Чорногорії
  - Фіналіст (1): 2004.